# Bjursjön (Långseruds socken, Värmland)
Bjursjön är en sjö i Arvika kommun och Säffle kommun i Värmland och ingår i Göta älvs huvudavrinningsområde. Sjön är 45 meter djup, har en yta på 0,293 kvadratkilometer och är belägen 236,1 meter över havet. Sjön avvattnas av vattendraget Ysjöälven.

## Delavrinningsområde
Bjursjön ingår i det delavrinningsområde (658609-131470) som SMHI kallar för Utloppet av Björnklammen. Medelhöjden är 217 meter över havet och ytan är 31,55 kvadratkilometer. Det finns inga avrinningsområden uppströms utan avrinningsområdet är högsta punkten. Ysjöälven som avvattnar avrinningsområdet har biflödesordning 4, vilket innebär att vattnet flödar genom totalt 4 vattendrag innan det når havet efter 255 kilometer. Avrinningsområdet består mestadels av skog (91 procent). Avrinningsområdet har 2,09 kvadratkilometer vattenytor vilket ger det en sjöprocent på 6,6 procent.